# Порховское
Порховское (до 1938 — Кермушинен (нем. Kermuschienen), до 1946 — Фритценау (нем. Fritzenau)) — посёлок в Озёрском городском округе, до 2014 года входил в состав Гавриловского сельского поселения.

## География
Находится в южной части Калининградской области, в зоне хвойно-широколиственных лесов, в пределах Виштынецкой возвышенности. 

### Климат
Климат характеризуется как переходный от морского к умеренно континентальному. Среднегодовая температура воздуха — 7,7 °C. Средняя температура воздуха самого холодного месяца (января) — −2,9 °C (абсолютный минимум — −35 °C); самого тёплого месяца (июля) — 18,7 °C (абсолютный максимум — 36 °C). Годовое количество атмосферных осадков — 775 мм, из которых большая часть выпадает в тёплый период.

## История
В 1938 году Кермушинен был переименован в Фритценау.
В 1946 году Фритценау был переименован в поселок Порховское.
В 1947—1964 годах в Порховском существовала школа, после ее расформирования ученики были переведены в Кутузовскую школу.

## Население
| 1818 | 1863 | 1907 | 1925 | 1933 | 1939 | 2002 |
| ---- | ---- | ---- | ---- | ---- | ---- | ---- |
| 56   | ↗64  | ↗67  | ↗214 | ↘136 | ↘132 | ↘28  |
| 2010 |      |      |      |      |      |      |
| ↘15  |      |      |      |      |      |      |